# Réglementation de la circulation aérienne française
La réglementation de la circulation aérienne française (RCA) est un recueil de textes gouvernant le pilotage et le contrôle du trafic aérien en France. Ces textes sont le SERA (règlement européen), différents arrêtés, le RCA 3, et le RCA 4.

## RCA 3: procédures pour les organismes rendant les services de la circulation aérienne aux aéronefs de la circulation aérienne générale
Cette partie correspond à l'arrêté du 6 juillet 1992 modifié.
Le RCA 3 précise les règles exactes à adopter pour les services de la navigation aérienne, notamment :
- répartition des compétences entre les organismes de la circulation aérienne ;
- définition précise des compétences de chaque organisme ;
- normes de séparation ;
- définition précise des différents services de la circulation aérienne et des méthodes pour les rendre :
  - contrôle régional,
  - contrôle d'approche,
  - contrôle d'aérodrome,
  - service d'information de vol,
  - service d'alerte ;
- messages des services de la circulation aérienne ;
- emploi du radar.

Le RCA 3 est l'équivalent de la DOC 4444 de l'OACI.

## RCA 4: compatibilité des règles applicables à la circulation aérienne générale et à la circulation aérienne militaire
Les procédures civiles et militaires étant très différentes, la nécessité de règles de compatibilité s'est rapidement faite sentir. Le RCA 4 définit les règles applicables quand un vol militaire est contrôlé par des civils, et quand un aéronef civil est contrôlé par des militaires.